# Johann Viktor von Ernest
Johann Viktor von Ernest (* 17. Juni 1741 in Bern; † 26. Januar 1817 in Berlin) war ein preußischer Generalmajor, Chef des Füsilierbataillons Nr. 19 und zuletzt Brigadier der Westfälischen Füsilierbrigade.

## Leben

### Herkunft
Seine Eltern waren Beat Ludwig von Ernest (* 20. März 1694; † 19. August 1749) und dessen Ehefrau Marie, geborene von Fels (* 19. Oktober 1709; † Oktober 1793). Sein Vater war Landarzt in Milden (Kanton Waadt) sowie souveräner Rat von Bern. Ein Bruder wurde französischer General.

### Militärkarriere
Ernest war zunächst in englischen Diensten und nahm 1760 an der Belagerung von Gibraltar teil. Er wechselte dann in holländische Dienste und wurde am 1. Januar 1770 Sekondeleutnant in der holländischen Schweizer Garde. 1774 ging er in österreichische Dienste, dort wurde er 1778 zum Hauptmann befördert. Ernest nahm auch am Bayerischen Erbfolgekrieg 1778/79 teil. Am 27. Dezember 1784 befand er sich in braunschweigischen Diensten, wo er als Major diente. Dort erhielt er am 4. September 1785 seine Demission. Ernest wechselte nun in preußische Dienste und kam am 17. Dezember 1786 als Major in das leichte Infanterieregiment „von Andolfingen“. Nach der Auflösung des Regiments wurde er am 17. Juni 1787 zum Chef des Füsilierregiments Nr. 19 ernannt. Im Ersten Koalitionskrieg kämpfte Ernest bei der Belagerung von Verdun und dem Gefecht von Trippstadt. In der Zeit wurde er am 5. Januar 1793 Oberstleutnant und am 7. Januar 1795 Oberst. Außerdem erhielt er am 7. Juni 1794 den Orden Pour le Mérite für seine Leistungen bei Trippstadt.
Am 13. Januar 1798 wurde er zum Brigadier des Magdeburger Füsilierbrigade ernannt und am 20. Mai 1800 erhielt er die Beförderung zum Generalmajor mit Patent vom 29. Mai 1800. Am 19. Februar 1803 wurde er als Brigadier in die Westfälische Füsilierbrigade versetzt. Nach der Niederlage der Preußischen Armee gegen Frankreich wurde Ernest ab dem 27. November 1807 auf Halbsold gesetzt, aber erst am 2. September 1813 erhielt er seinen Abschied mit einer Pension von 800 Talern. Er starb am 26. Januar 1817 in Berlin und wurde auf dem Invalidenfriedhof beigesetzt.

### Familie
Ernest heiratete am 22. März 1789 in Magdeburg Charlotte Resewitz (* 26. Juni 1763; † 22. September 1833). Sie war eine Tochter des Generalsuperintendenten des Herzogtums Magdeburg Friedrich Gabriel Resewitz. Das Paar hatte wenigstens einen Sohn:
- Ferdinand Karl Victor Friedrich (* 15. Oktober 1791; † 9. Februar 1867), Leutnant a. D., Regierungs- und Forstrat in Breslau[1] ⚭ Julie von Reichenbach (* 1. April 1819; † 2. Januar 1891), Tochter von Philipp von Reichenbach